# بريت سوين
بريت سوين (بالإنجليزية: Brett Swain)‏ هو لاعب كرة قدم أمريكية ولاعب كرة قدم كندية أمريكي، ولد في 21 يونيو 1985 في آشفيل في الولايات المتحدة.

## وصلات خارجية
- بريت سوين على موقع مرجع كرة القدم المحترفة.كوم (الإنجليزية)
- بريت سوين على موقع JustSportsStats.com (الإنجليزية)